# 约翰·赫斯特
约翰·布拉德利·赫斯特（英語：John Bradley Hirst；1942年7月9日—2016年2月3日）澳大利亚历史学家和社会评论员。从1968年到2006年退休為止，他在拉筹伯大学任教，并在澳大利亚电影协会和澳大利亚国家博物馆任职。他被称为“历史学家、公共知识分子和积极的公民”。

## 经历
赫斯特出生于阿德莱德，曾就读于安莱高中，并在阿德莱德大学进行本科和研究生学习。1968年，他放弃了之前成为卫理公会牧师的愿望，被任命为墨尔本拉筹伯大学的讲师。他的妻子和同学克里斯汀陪他去了墨尔本。他们有两个孩子，凯瑟琳和大卫。 赫斯特后来成为拉筹伯大学历史系的系主任和读者。他于2006年退休，是拉筹伯大学的荣誉退休学者，直到去世。1977年到1980年，赫斯特被借调到墨尔本大学编辑澳大利亚领先的历史杂志《历史研究》。 退休后，他定期去悉尼指导研究生撰写论文，但没有报酬。 
赫斯特于2016年2月3日去世，享年73岁。